# Chronotype
Le chronotype est une manifestation du rythme circadien qui définit la préférence d’une personne pour des activités plus matinales ou plus vespérales (du soir), notamment l’heure de coucher et de lever. Ainsi, certains individus ont tendance à se lever plus tôt, avoir plus d’énergie et de concentration pour des activités matinales, alors que d’autres préfèrent décaler leur réveil et prévoir leurs activités importantes davantage vers la fin de la journée.

## Déterminer le chronotype
La détermination du chronotype d’une personne se fait généralement à l’aide d’un questionnaire portant sur les préférences d’heures de réveil et de sommeil ainsi que sur les heures optimales à l’exécution de certaines activités. De plus, il existe de nombreuses autres méthodes, plus ou moins efficaces, pour déterminer le chronotype d’une personne .

### Questionnaires
Il en existe plusieurs, mais le questionnaire le plus fréquemment utilisé est le « Morningness-Eveningness Questionnaire » ou questionnaire de matinalité-vespéralité (abrégé MEQ) conçu par Horne et Östberg en 1976 . Ce questionnaire consiste en dix-neuf questions à choix de réponses où des valeurs spécifiques sont attribuées à chaque réponse. Le score global permet de départager l’individu en cinq catégories de chronotypes : définitivement du type matin (score de 70 à 86), modérément du type matin (score de 59 à 69), aucun type (score de 42 à 58), modérément du type soir (score de 31 à 41) et définitivement du type soir (score de 16 à 30) . Toutefois, le questionnaire a été conçu pour l’évaluation du chronotype chez une population étudiante européenne et donc, aux dires même d’Horne et Östberg, il est nécessaire d’adapter le questionnaire pour une différente tranche d’âge ou pour une autre population.

### Actimétrie
L’actimétrie consiste à utiliser un actimètre pour analyser le patron des rythmes circadiens et dans le but de caractériser le rythme veille-sommeil ainsi que ses décalages de phase .

### Analyse des marqueurs de phase
Il existe de nombreux marqueurs biologiques qui suivent des rythmes biochimiques, tels que la mesure de la température corporelle interne, le taux de mélatonine dans le sang, le taux de cortisol dans la salive, , etc., et qui varient dans le temps selon les différents chronotypes.

## Différents chronotypes
Traditionnellement, on distingue deux principaux chronotypes, soit les « oiseaux de nuit » ou type du soir (type vespéral) et les « oiseaux du matin » ou type du matin (type matinal). Toutefois, il existe un type normal ou intermédiaire et d’autres sous-divisions de chronotypes. De plus, un chronotype n’est pas une catégorie fixe, mais représente plutôt une gamme de caractéristiques. Par exemple, les chronotypes du matin ont une période circadienne plus courte et les chronotypes du soir ont une période circadienne plus longue en général. Les individus du chronotype du soir éprouvent alors une avance de phase lorsqu’ils se réveillent plus tôt.   
Dans une étude publiée en 2020, Dmitry S. Sveshnikov, chercheur de l'Université russe de l'Amitié des Peuples démontre qu'il existerait en fait six chronotypes.

### Variations des marqueurs biologiques chez différents chronotypes

#### Somnolence
Comme le degré de somnolence est susceptible d’affecter directement l’heure de coucher, Lack, Bailey, Lovato et Wright (2009) ont évalué le degré de somnolence de 22 participants avec le Stanford Sleepiness Scale pour mesurer la corrélation avec leur chronotype. En moyenne, le pic maximal de somnolence se produit autour de 03:52 heures chez le type matinal et autour de 09:22 heures chez le type vespéral, ce qui représente une différence significative de 5,5 h. Similairement, le pic minimal de somnolence se produit autour de 13:18 heures chez le type matinal et autour de 22:29 heures chez le type vespéral, ce qui représente une différence significative de 9 h 11 min.

#### Heures de coucher et de lever
Lack, Bailey, Lovato et Wright (2009) ont déterminé, à partir des données de 22 étudiants, que les types du matin vont en moyenne au lit vers 23:24 heures et se lèvent vers 07:48 heures. Cette même étude a déterminé que les types du soir vont en moyenne au lit vers 01:59 heures et se lèvent vers 10:20 heures. Toutefois, il est important de préciser que la différence entre les heures de coucher des types du matin et du soir n'est pas simplement due aux différences de phase du rythme circadien endogène, mais également au mode de vie et à des facteurs psychologiques.

#### Rythme de la température corporelle
Le rythme circadien de la température corporelle est connu pour varier en fonction du chronotype. Lack, Bailey, Lovato et Wright (2009) ont mesuré la température corporelle interne via l’insertion d’une sonde de température rectale et ont découvert que le pic minimal moyen de la température corporelle se produit en général vers 05:13 heures chez les types matinaux et vers 07:28 heures chez les types vespéraux. De plus, ce marqueur biologique est corrélé avec le rythme circadien de l’activité physique (mouvements), car l’exercice physique fait augmenter la température corporelle. Ainsi, la mutation génétique, appelée tau, chez le hamster doré raccourcit la période du rythme circadien de l’activité physique de 24 h à 20 h, mais cause aussi un raccourcissement du cycle de la température corporelle. Cela fait en sorte que 6 cycles de température corporelle se produisent en 5 jours.

#### Rythme de la mélatonine
Selon une étude réalisée par Gibertini et al. (1999), le chronotype est corrélé au moment quotidien où la concentration en mélatonine dans le sang est à son maximum (ou acrophase). De plus, les types du matin démontrent une diminution plus rapide de la mélatonine dans le sang que les types du soir. Cependant, il est important de préciser que pour cette étude, les types du matin étaient plus âgés que les types du soir, ce qui pourrait avoir biaisé les résultats. Lack, Bailey, Lovato et Wright (2009) ont analysé le taux de mélatonine dans l’urine et ont découvert que le pic maximal moyen de la mélatonine se produit en général vers 04:20 heures chez les types matinaux et vers 06:20 heures chez les types vespéraux.

#### Rythme du cortisol
L’étude de Randler et Schaal (2010) a démontré que les chronotypes du matin avaient tendance à avoir des taux de cortisol plus élevés que les chronotypes du soir dans leur salive 30 min après leur réveil.
| Marqueurs biologiques           | Heure de l'activité (en moyenne) | Heure de l'activité (en moyenne) | Différence entre les deux chronotypes |
| Marqueurs biologiques           | Type matinal                     | Type vespéral                    | Différence entre les deux chronotypes |
| ------------------------------- | -------------------------------- | -------------------------------- | ------------------------------------- |
| Somnolence minimale             | 13:18                            | 22:29                            | 9 h 11 min                            |
| Somnolence maximale             | 03:52                            | 09:22                            | 5 h 30 min                            |
| Lever                           | 07:48                            | 10:20                            | 2 h 32 min                            |
| Coucher                         | 23:24                            | 01:59                            | 2 h 23 min                            |
| Température corporelle minimale | 05:13                            | 07:28                            | 2 h 15 min                            |
| Taux maximal de mélatonine      | 04:20                            | 06:20                            | 2 h                                   |

### Variation du chronotype
Le chronotype est cependant sujet à certaines variations, notamment en fonction de la population à laquelle appartient cette personne, de son âge et de son sexe .

#### Variations en fonction de l’origine ethnique
Les chronotypes peuvent varier en fonction de la population dans laquelle vit une personne en termes de pays ou de régions, mais aussi en termes d’origine ethnique. Par exemple, il a été déterminé que des individus se levant et se couchant aux mêmes heures n’ont pas nécessairement les mêmes cycles circadiens de température selon la région où ils vivent, donc pas nécessairement le même chronotype . En effet, les Parisiens et les Sydnéens atteignent leur pic de température corporelle autour de 17:00 heures, alors que pour les Srilankais vivant à Colombo, il est atteint à 12:00 heures. Pourtant, les habitants de Colombo sondés ne se levaient qu’une heure plus tôt que les autres, ce qui n’explique pas cette différence. Au niveau ethnique, une étude a sondé un village brésilien rural et a évalué l’origine génétique des individus, soit Européenne, Amérindienne ou Africaine. Ensuite, le chronotype de la population du village a été établi par le questionnaire MEQ en considérant l’origine ethnique. Les résultats ont montré qu’il y avait une corrélation entre le degré de descendance amérindienne et un chronotype matinal, même en prenant en compte les effets de l’âge et du genre . Ainsi, les différences génétiques entre les populations de différentes régions ou différentes ethnies auraient une certaine influence sur le chronotype.

#### Variations en fonction de l’âge
Selon plusieurs études, le chronotype varie en fonction de l’âge ,,. Instinctivement, il est facile de déduire que l’heure où il est « tard » change selon le groupe d’âge. En effet, les gens qui se couchent à 23:30 heures correspondent à un type du matin pour un groupe d’étudiants, mais à un type du soir pour un groupe d’adultes de 40-60 ans.
De plus, il a été démontré que le chronotype varie pour une même personne en fonction de son âge. En général, une personne exprime un chronotype matinal lors de son enfance, vespéral lors de son adolescence, normal à l’âge adulte et matinal à un âge plus avancé lorsque comparé avec le chronotype normal d’une population d’adulte. Par exemple, lors de la transition de l’enfance à l’adolescence, la proportion de chronotype du matin diminue graduellement entre 10 ans et 14 ans, passant de 28,1 % à 8,5 %. Enfin, le chronotype le plus vespéral est atteint dans le début de la vingtaine, puis celui-ci commence à se stabiliser. À partir de la cinquantaine, le chronotype recommence à varier en devenant de plus en plus matinal, jusqu’à la soixantaine, où il devient encore plus matinal que lors de l’enfance de l’individu.

#### Variations en fonction du sexe

Variation des chronotypes selon l'âge et le sexe.

Il y a des différences au niveau du chronotype entre les hommes et les femmes en les comparant à un même âge. Ainsi, la période de transition de chronotype entre l’adolescence et l’âge adulte est plus courte pour la femme, avec une moyenne de 19,5 ans versus 21 ans pour l’homme. Jusqu’à l’âge de 50 ans environ, les femmes sont généralement plus matinales que les hommes, jusqu’à s’équivaloir par la suite.
Ainsi, tout dépendamment des caractéristiques de la population analysée, la distribution des chronotypes va varier (Figure 1).

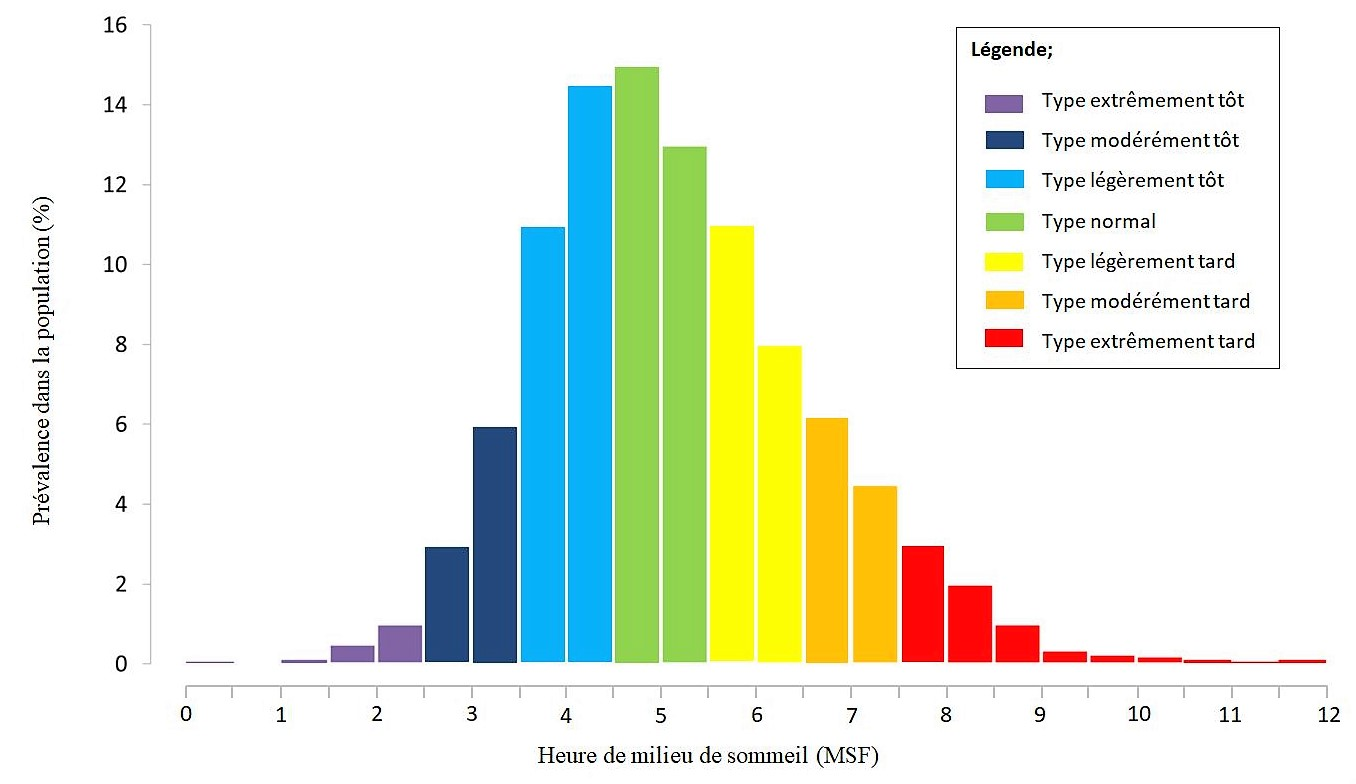
Figure 1. Exemple de distribution des chronotypes dans une population. Distribution basée sur l'analyse de l'heure de milieu de sommeil les jours de congés (mid-sleep on free days, ou MSF), c'est-à dire l'heure correspondant au milieu de la nuit chez des individus vivant en Allemagne, en Suisse, aux Pays-Bas et en Autriche (adapté des résultats obtenus par Roenneberg et al. (2007))

## Gènes et horloge circadienne
La cause génétique des chronotypes n’a pas été complètement déterminée, toutefois certains éléments ont été identifiés. Un premier élément a été découvert chez la drosophile. Les fluctuations journalières dans le sommeil des drosophiles présentaient des différences héritables selon leur lignée génétique. Ainsi, 663 polymorphismes ayant des liens potentiels avec ces fluctuations furent découverts dans 104 gènes. Sur les 104 gènes, 12 ont un effet sur les variations de sommeil intra-individuelle.
Chez l’humain, le premier lien entre génétique et chronotype fut découvert en 1998 lorsqu’un gène induisant un chronotype matinal ou vespéral dans une population de sexagénaire a été déterminé  Cette différence génétique est dû au polymorphisme d’un nucléotide situé dans la région 3’ du gène CLOCK. Les participants de l’étude portant deux allèles 3111C ont eu un score très faible au questionnaire MEQ, donc un chronotype vespéral, tandis que ceux ne portant pas d’allèles 3111C (ou deux allèles 3111T) ont eu un score élevé au questionnaire MEQ, donc un chronotype matinal. Les participants ayant un allèle de chaque type ont eu un score intermédiaire et donc un chronotype intermédiaire .
En 2003, un second polymorphisme génétique a été identifié en lien avec le chronotype, cette fois-ci sur la longueur des allèles du gène Per3, qui est un gène de l’horloge circadienne . Les résultats démontrent que les personnes possédant un allèle long sont associées au chronotype du soir et celles possédant un allèle court à celui du matin. De plus, les personnes étant homozygotes de l’allèle court souffrait à 75 % du syndrome de retard de phase du sommeil .
En 2017, trois études indépendantes ont été étudiées dans un article de synthèse . Cet article de synthèse comparait les résultats de 3 études d’association pangénomique étudiant les chronotypes. Les trois études ont identifié les 4 mêmes gènes potentiellement liés aux chronotypes: PER2, RGS16, FBXL13 et AK5, dont les deux premiers ont un rôle connu dans le cycle circadien. Deux des trois études ont identifié 5 autres gènes liés: HCRTR2, HTR6, TNRC6B, APH1A et ERC2, dont les quatre premiers ont un rôle prouvé ou hypothétique dans l’horloge circadienne des animaux . Ainsi, il existe des gènes liés aux chronotypes, mais ils sont peu connus et en cours d’étude. Il faut aussi se rappeler que la génétique ne contribuerait qu’à environ 50 % du chronotype, tandis que l’autre partie serait déterminée par l’environnement .

## Impact sur la santé
La médecine étudie de plus en plus les préférences circadiennes, car celles-ci peuvent avoir des répercussions sur la santé globale des individus et même expliquer certains comportements et pathologies. Pour cette raison, les médecins sont de plus en plus conscientisés aux effets des chronotypes pour mieux comprendre leurs patients.
Une expérience sur l’association entre chronotype, psychopathologies et personnalité en est venu à la conclusion que les « oiseaux de nuit » ont plus de problèmes psychiatriques, psychologiques et de personnalité que les gens qui sont de type intermédiaire ou du matin. Les gens du matin semblent psychologiquement plus en santé.
Certains problèmes de santé, comme l’anxiété, les problèmes de personnalité et l’insomnie ont des fréquences différentes selon les chronotypes des individus. En fait, ce sont tous des problèmes qui ont plus de probabilités d’être observés chez les « oiseaux de nuit ».
Il semblerait que la consommation de substances psychostimulantes, à l’exception du thé, serait aussi liée au chronotype. Dans une expérience de Adan (1994), la consommation de ces substances était plus élevée chez les types du soir en comparaison à la consommation des types du matin. Tout d’abord, le niveau d’énergie optimal chez les types du matin montrerait une avance de phase sur l’horloge de ces individus comparée à celle des types du soir. Ensuite, les individus du matin sont davantage synchronisés sur les horaires de travail et les activités définies par la société. Ainsi, en comparant l’énergie des deux types, l’étude a montré que les individus qui préfèrent se lever tôt ont beaucoup d’énergie en se levant le matin, puis un déclin continu, mais faible est observé tout au long de la journée. L’énergie des types du soir est très faible le matin, mais elle augmente graduellement jusqu’à un pic d’énergie à la fin de la journée.
L’étude a ensuite relié ces faits avec la consommation de psychostimulants, et les résultats ont montré que les types du soir boivent plus de café le matin, puisqu’ils ont besoin de plus d’énergie le matin, tandis que les types du matin, qui ont besoin d’avoir plus d’énergie à la fin de la journée, ont plus tendance à se tourner vers le thé, qui se boit normalement à ce temps de la journée. De plus, une plus grande consommation de cola était observée chez les types du soir et ceci serait expliqué par le fait que ces individus passent une plus grande partie de la journée avec un niveau d’énergie assez bas, contrairement aux types du matin, ils doivent donc compenser par la  consommation de grande quantité de sucre.
Dans le même ordre d’idée, les types du soir consommeraient plus d’alcool que les types du matin, puisqu’ils utilisent l’alcool comme moyen de relaxation, étant donné qu’ils ont plus d’énergie le soir. Les types du matin ont, au contraire, moins d’énergie et de tension dans le corps à la fin de la journée, et n’ont donc pas besoin de modifier leur état endogène.
Ainsi, les individus du soir sont plus enclins à abuser de ces substances, pouvant entraîner des problèmes de santé. Il serait important que ces notions soient connues et prises en compte dans les programmes de prévention et de traitement de l’abus de substances psychoactives.